# Alfesta
Alfesta (Alphestes afer) – gatunek morskiej ryby okoniokształtnej z rodziny strzępielowatych (Serranidae). Hodowany w akwariach.

## Występowanie
Zachodni Ocean Atlantycki od Bermudów, przez Antyle i Zatokę Meksykańską po São Paulo, niedawno odkryty u wybrzeży Wyspie Św. Tomasza w Zatoce Gwinejskiej.
Żyje samotnie wśród traw morskich na głębokości 2-30 m. Dzień spędza w ukryciu w szczelinach skalnych lub wśród traw, czasem częściowo zagrzebując się w piasku. Aktywny nocą.

## Cechy morfologiczne
Dorasta do 33 cm długości. Ciało krępe, jego długość wynosi 2,4–3,1 wysokości, głowa nieco dłuższa niż wysokość ciała. Średnica oka równa bądź większa niż długość pyska. Łuski gładkie. Na pierwszym łuku skrzelowym 19–25 wyrostków filtracyjnych, 5–8 na górnej i 17–20 na dolnej części łuku skrzelowego. W płetwie grzbietowej 11 kolców i 17–20 miękkich promieni, w płetwie odbytowej 3 twarde i 9 (rzadko 10) miękkich promieni. W płetwach piersiowych 16–18 promieni. Płetwa ogonowa zaokrąglona z 15 rozgałęziającymi się promieniami. Wzdłuż linii bocznej 49–66 łusek.
Ubarwienie zmienne oliwkowe do jasnobrązowego, z nieregularnymi ciemnobrązowymi plamami i mniejszymi białymi plamami, czasem też ciemnymi kropkami. Niektóre osobniki mają liczne, zlewające się pomarańczowe plamy. Płetwy piersiowe mogą być pomarańczowe, bądź żółte ze słabym ciemnym rysunkiem. Tęczówka czerwona.

## Odżywianie
Żywi się dennymi skorupiakami.

## Rozród
Samica składa od 157 512 do 223 706 jaj. Ikra jest składana bezpośrednio na podłożu i pozostawiana.